# Gimnasio Olímpico Juan de la Barrera
Gimnasio Olímpico Juan de la Barrera – hala sportowa w Meksyku, w stolicy tego kraju.
Hala powstała w latach 60. XX wieku na potrzeby organizacji turnieju siatkarskiego podczas letnich igrzysk olimpijskich w 1968 jako kompleks sportowy wraz z basenem olimpijskim – Alberca Olímpica Francisco Márquez. Uroczystego otwarcia 13 września 1968 dokonali prezydent Meksyku Gustavo Díaz Ordaz i burmistrz stolicy Alfonso Corona del Rosal. Obecnie prowadzone są tu zajęcia z wielu dyscyplin sportowych, w tym m.in. gimnastyki i koszykówki. Odbywają się koncerty i pokazy sportowe, w tym np. karate, szermierki oraz ekstremalnych sztuk walki.
W 1975 w hali odbywały się zawody igrzysk panamerykańskich. W 1979 była areną zmagań podczas letniej uniwersjady. W 1990 gościła uczestników igrzysk Ameryki Środkowej i Karaibów. W dniach od 3 do 5 czerwca 2016 w hali rozegrany zostanie siatkarski turniej interkontynentalny, będący przepustką na igrzyska olimpijskie w Rio de Janeiro. Oprócz gospodarzy, Meksyku, w turnieju zagrają Algieria, Chile i Tunezja.
Pierwotnie hala mogła pomieścić 5242 widzów, na dwóch poziomach trybun. W wyniku przebudowy w latach 2008 i 2009, jej pojemność została zredukowana do około 3900 widzów. Zajmuje powierzchnię 11 152 m². Metalowa konstrukcja dachu podtrzymywana jest, podobnie jak w przypadku basenu olimpijskiego, stalowymi linami zaczepionymi w betonowych, masywnych blokach.